# Лан (комбайн)
Лан — серія українських зернозбиральних комбайнів.
Випускались концерном «Лан» з 1997 року до середини 2000-х.
- «Лан» (SL001, SL002, SL101)
- «Фермер К-01»[11]